# Guanilatna ciklaza
Guanilatna ciklaza (EC 4.6.1.2, guanil ciklaza, guanilil ciklaza, GC) je lijazni enzim. Guanilatna ciklaza je deo G proteinske signalne kaskade koja se aktivira niskim koncentracijama intracelularnog kalcijuma i inhibira visokim nivoima kalcijuma. U odgovoru na nivoe kalcijuma guanilil ciklaza sintetiše cGMP iz GTP-a. Ovaj ligand drži otvoren jonski kanal koji je njime kontrolisan, i time se omogućava unos kalcijuma u ćeliju. Poput cAMP-a, cGMP je važan sekundarni glasnik koji unutar ćelije prenosi poruke dospele do nje putem interćelijskih glasnika, kao što su peptidni hormoni i , a može da deluje i kao autokrini signal. U zavisnosti od ćelijskog tipa, on može da podstiče adaptivne/razvojne promene koje zahtevaju proteinsku sintezu. U glatkim mišićima, cGMP je signal za relaksaciju, i spregnut je sa mnogim homeostatičkim mehanizmima uključujući regulaciju vaskularnih i disajnih puteva, sekreciju insulina, i peristaltiku. cGMP se može degradirati dejstvom fosfodiesteraza, koje su pod uticajem različitih formi regulacije zavisno od tipa tkiva.

## Reakcija
Guanilat ciklaza katalizuje reakciju prelaza guanozin trifosfata (GTP) u 3',5'-ciklični guanozin monofosfat (cGMP) i pirofosfat:
- GTP
- cGMP

## Literatura
- Nicholas C. Price; Lewis Stevens (1999). Fundamentals of Enzymology: The Cell and Molecular Biology of Catalytic Proteins (Third изд.). USA: Oxford University Press. ISBN 019850229X.
- Eric J. Toone (2006). Advances in Enzymology and Related Areas of Molecular Biology, Protein Evolution (Volume 75 изд.). Wiley-Interscience. ISBN 0471205036.
- Branden C; Tooze J. Introduction to Protein Structure. New York, NY: Garland Publishing. ISBN 0-8153-2305-0.
- Irwin H. Segel. Enzyme Kinetics: Behavior and Analysis of Rapid Equilibrium and Steady-State Enzyme Systems (Book 44 изд.). Wiley Classics Library. ISBN 0471303097.
- William P. Jencks (1987). Catalysis in Chemistry and Enzymology. Dover Publications. ISBN 0486654605.

## Spoljašnje veze
- Guanylate+Cyclase на 